# هسکل مونرو
هسکل مونرو (انگلیسی: Haskell Monroe; ۱۸ مارس ۱۹۳۱ – ۱۳ نوامبر ۲۰۱۷) یک استاد دانشگاه آمریکایی بود که از ۱۹۸۰ تا ۱۹۸۷ رئیس دانشگاه تگزاس در ال پاسو (UTEP) و از ۱۹۸۷ تا ۱۹۹۳ رئیس دانشگاه میزوری بود.